# دة بين (مقاطعة فيروزآباد)
دة بين (بالفارسية: ده بین) هي قرية تقع في قسم أحمد آباد الريفي في إيران. يقدر عدد سكانها بـ 375 نسمة بحسب إحصاء 2016.